# Kelver Darroux
Pour les articles homonymes, voir Darroux.
 (janvier 2019).
Kelver Darroux est un homme politique dominicais.

## Biographie
Il est ministre de l’Information, des Sciences, des Télécommunications et des Technologies dans le gouvernement de Roosevelt Skerrit depuis 2014.